# Chanceaux
Chanceaux är en kommun i departementet Côte-d'Or i regionen Bourgogne-Franche-Comté i östra Frankrike. Kommunen ligger i kantonen Saint-Seine-l'Abbaye som tillhör arrondissementet Dijon. År 2022 hade Chanceaux 206 invånare.

## Befolkningsutveckling
Antalet invånare i kommunen Chanceaux
Referens:INSEE